# Chuprene Glacier
Chuprene Glacier är en glaciär i Antarktis. Den ligger i Sydshetlandsöarna. Argentina, Chile och Storbritannien gör anspråk på området. Chuprene Glacier ligger 971 meter över havet.
Terrängen runt Chuprene Glacier är huvudsakligen bergig, men norrut är den kuperad. Havet är nära Chuprene Glacier åt nordväst. Trakten är obefolkad. Det finns inga samhällen i närheten. 